# Hansa-Brauerei (Stendal)

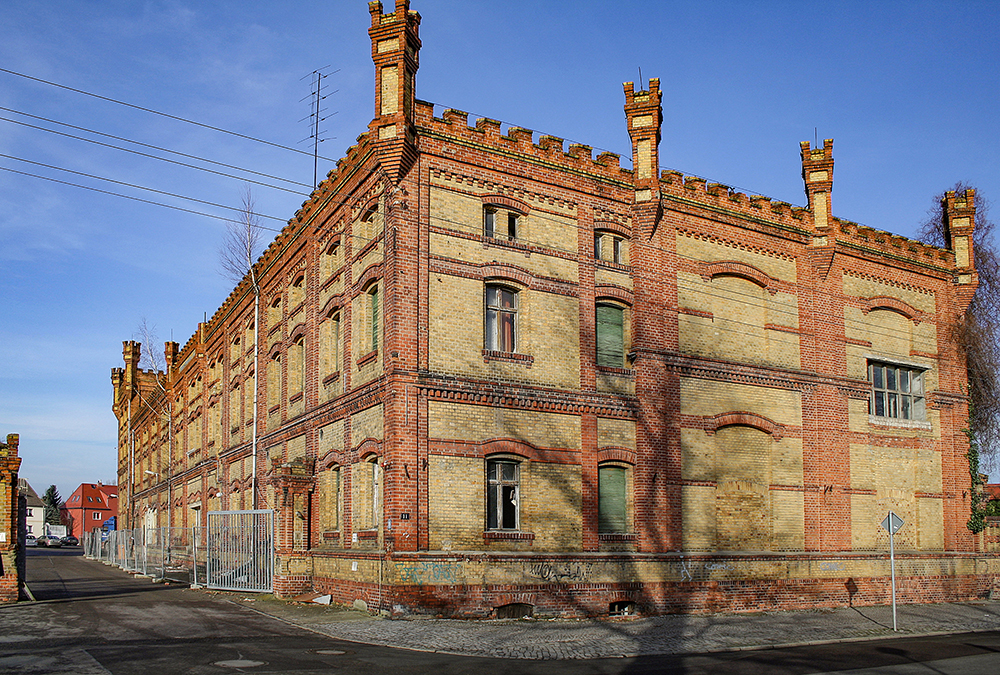
Brauereigebäude, 2008

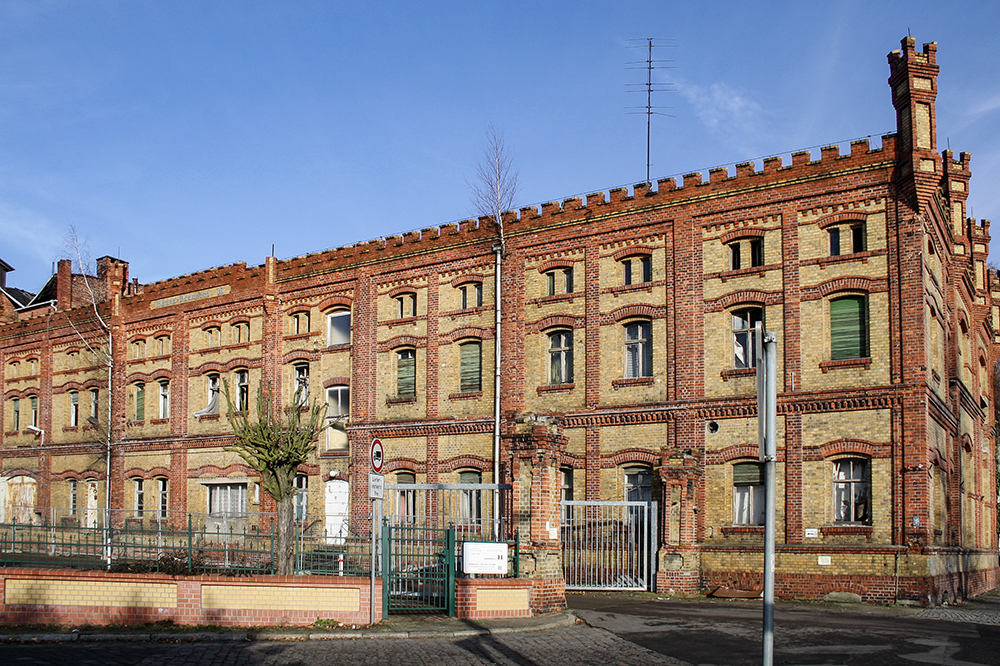
Blick auf die Seitenfront, 2008

Die Hansa-Brauerei war eine Brauerei in Stendal. Die baulichen Anlagen standen unter Denkmalschutz, wurden jedoch 2009 weitgehend abgerissen.

## Lage
Die Brauerei befand sich nördlich der Stendaler Innenstadt auf der Nordseite der Straße Nordwall, auf dem Grundstück Nordwall 11. Westlich des ehemaligen Brauereigeländes verläuft die Brauhausstraße, nördlich die Hansastraße.

## Geschichte
Das Brauen von Bier hat eine lange Tradition in der Hansestadt Stendal, wonach die Hansa-Brauerei letztlich ihren Namen erhielt. Bereits 1314 ist das Recht auf die Herstellung von Bier nachgewiesen. 
Die Aktien-Bierbrauerei Bürgerliches Brauhaus wurde 1896 in der Rechtsform einer Aktiengesellschaft gegründet und baute bis 1897 ihr Betriebsgebäude am Nordwall im Stil der Neogotik, angelehnt an die für die Altmark typische Backsteinarchitektur der Spätgotik. 1920 wurde die Brauerei von der konkurrierenden Bergbrauerei AG übernommen. Die gemeinsame Firma wurde noch im gleichen Jahr in Hansa-Brauerei AG geändert. Als Betriebsstätte diente das Gebäude am Nordwall, während die Anlagen der vormaligen Bergbrauerei an die Stadtgemeinde Stendal verkauft wurden.
Nach dem Zweiten Weltkrieg wurde die Brauerei weiterbetrieben. Um 1960 betrug der Ausstoß etwa 70.000 Hektoliter jährlich. Ein Höchststand der Mitarbeiter wurde in den 1970er Jahren mit über 200 Beschäftigten erreicht.
Erst 1974 wurde die Brauerei zum Volkseigenen Betrieb umgewandelt. Etwa 1980 wurde der eigene Braubetrieb eingestellt, unter der Firma VEB Hansa-Getränke Stendal wurde aber weiterhin Bier abgefüllt. Im Jahr 1992 wurde der Betrieb vollständig eingestellt.
Im örtlichen Denkmalverzeichnis war die Brauerei unter der Erfassungsnummer 094 76226 als Baudenkmal verzeichnet.